# Scott Pilgrim vs. the World (banda sonora)
Se lanzaron dos álbumes de la banda sonora de la película Scott Pilgrim vs. the World: una banda sonora original y una partitura original. Edgar Wright, coguionista, coproductor y director; Marc Platt, coproductor; y Nigel Godrich, productor musical y compositor de la partitura original, participaron como productores ejecutivos de ambos álbumes. La banda sonora incluye música de Beck, Broken Social Scene, Metric, Black Lips, T. Rex, The Rolling Stones, Frank Black y Plumtree. Ambos se publicaron el 10 de agosto de 2010; la partitura original estuvo disponible únicamente en formato digital. En 2021, una reedición agregó música interpretada por Brie Larson a la banda sonora y lanzó una versión física de la partitura.
La película sigue una trama centrada en una batalla de bandas, donde cada grupo ficticio se inspira en un acto musical real. La producción de la banda sonora comenzó varios años antes del estreno de la película. Aunque algunos actores de la película, como los que forman parte de las bandas ficticias Sex Bob-Omb y Crash and the Boys, participaron en la banda sonora, el casting no se enfocó en músicos. Sin embargo, el actor principal, Michael Cera, sabía tocar el bajo, al igual que su personaje. Los actores de la banda ficticia The Clash at Demonhead grabaron su música, pero no la incluyeron en el álbum de la banda sonora, salvo como un video musical adicional. Una canción interpretada por el actor Satya Bhabha se incluyó en la partitura en lugar de la banda sonora.
La banda sonora incluye principalmente canciones de artistas canadienses y británicos, reflejando la influencia del productor y director británico Edgar Wright y del autor canadiense de la novela gráfica Scott Pilgrim, Bryan Lee O'Malley. ABKCO Records lanzó el álbum, lo que también permitió al equipo incluir una canción de The Rolling Stones tanto en la película como en el álbum.
La banda sonora alcanzó el puesto número 2 en la lista de bandas sonoras de Billboard en Estados Unidos y figuró en listas de otros países. Recibió críticas generalmente positivas; la canción original «We Are Sex Bob-Omb» ganó un premio de la crítica y recibió nominaciones a otros dos galardones.

## Antecedentes y grabación
La música desempeña un papel crucial en la historia de Scott Pilgrim. Desde la página 15 de la primera novela gráfica, los personajes ya interpretan progresiones de acordes para una canción. Nigel Godrich, productor musical, se encargó de supervisar la música para la película, aunque admitió sentirse nervioso debido a lo mal que suelen lucir y sonar las bandas en el cine, una preocupación que también compartió el actor principal, Michael Cera. Durante la producción, Godrich comentó que constantemente se preguntaba: «¿Esto es tan bueno como Spinal Tap?». Wright, amigo cercano de Godrich desde hace años, lo involucró en el proyecto al llamarlo en busca de un productor musical que pudiera encargarse tanto de la banda sonora como de la partitura.

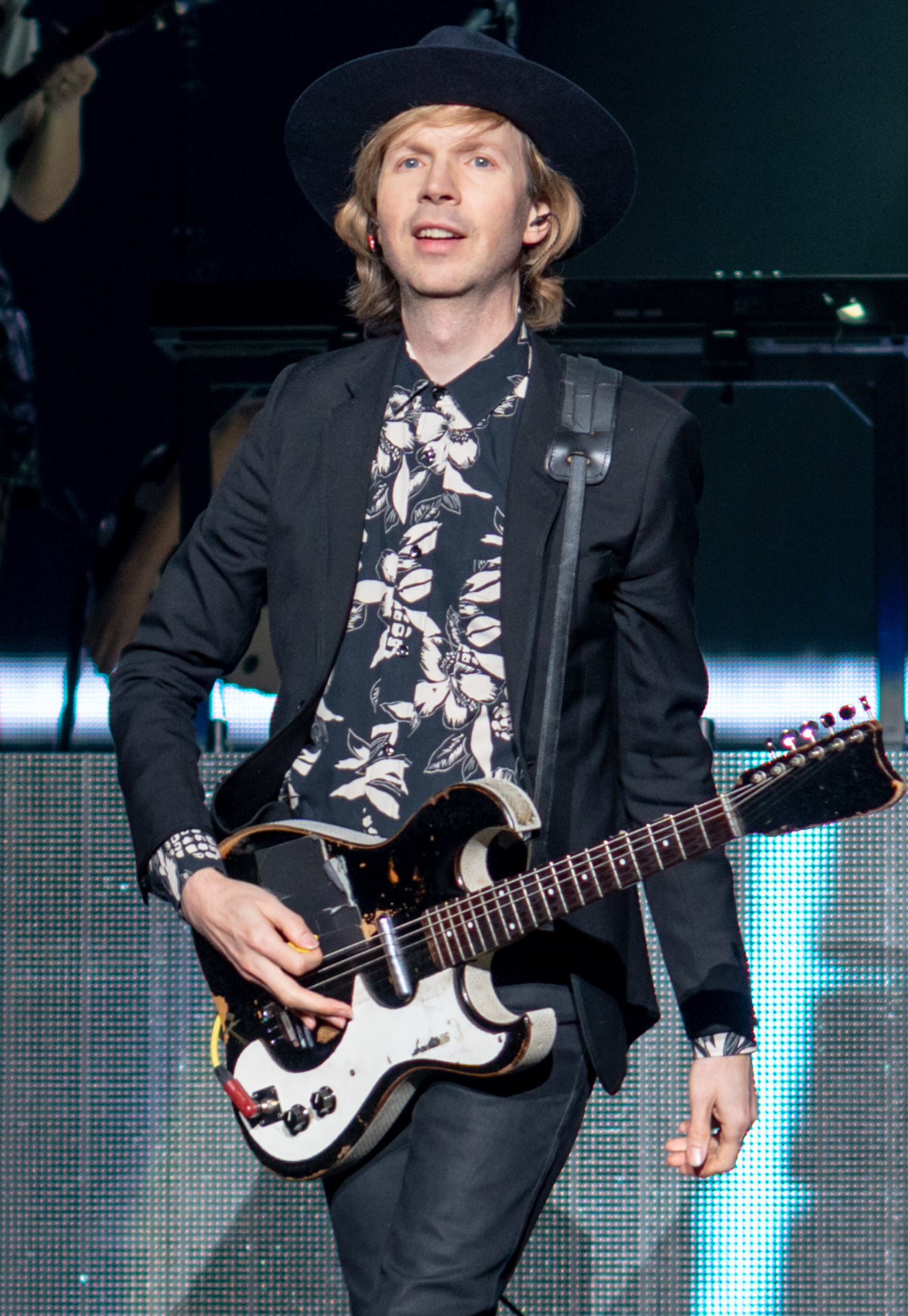
Beck escribió muchas canciones para la banda sonora, y fue la base creativa de la banda ficticia Sex Bob-Omb.

En una entrevista con Den of Geek, Edgar Wright explicó que él y Nigel Godrich trabajaron en la banda sonora durante aproximadamente dos años con la idea de que cada banda ficticia en la película tuviera un artista diferente detrás de su música. «Fue como un proceso de casting [...] Básicamente, seleccionamos nuestra lista de bandas ideales para hacerlo», comentó. Michael Cera, quien interpreta a Scott Pilgrim, expresó su entusiasmo por colaborar con Godrich. Cera, junto con Mark Webber, Alison Pill y Johnny Simmons, grabaron música como parte de la banda ficticia Sex Bob-Omb. Aunque Cera ya sabía tocar el bajo, instrumento de Scott, Webber, Pill y Simmons tuvieron que aprender a tocar sus respectivos instrumentos con la ayuda de Chris Murphy, de la banda Sloan. Wright señaló que el casting no priorizó la búsqueda de músicos.Inicialmente, Godrich contactó a Black Lips para que fueran Sex Bob-Omb, y también consideraron a Times New Viking. Sin embargo, la música del grupo terminó basándose en Beck, quien escribió las canciones originales de la banda y aportó otras piezas a la banda sonora. Beck admitió estar preocupado por sus contribuciones,al decir que «el problema con las películas sobre bandas de garaje es que la música suele sonar demasiado profesional y no parece auténtica. Todo lo que tenía como referencia era el cómic. Cuando escribía las canciones, miraba viñetas del cómic». Durante la grabación, Webber, quien «nunca había tocado la guitarra ni cantado en su vida», tuvo que grabar sobre las voces de Beck.La banda ficticia Crash and the Boys, que también tiene canciones en la banda sonora, se inspiró en Broken Social Scene, con el actor Erik Knudsen interpretando las canciones de Crash. Otro grupo destacado en la película es The Clash at Demonhead, basado en Metric. Esta banda está liderada por Envy Adams, personaje interpretado por la actriz y cantante Brie Larson, quien se inspira en Emily Haines, vocalista de Metric. Sin embargo, solo Metric figura en la banda sonora.
Nigel Godrich reflexionó sobre la producción de la banda sonora y la participación de artistas importantes, al comentar: «Es una de esas cosas en las que quizás sea mejor no escuchar música y dejarla a la imaginación. Así será tan buena como puedas imaginar. Pero una vez que se hicieron algunas consultas y vimos que tal vez esas personas podrían contribuir, se volvió una perspectiva emocionante». Muchas de las grabaciones del reparto se realizaron en el estudio casero de Jimmy Shaw, de Metric, quienes se hicieron amigos de Wright cuando se mudó a Toronto para la preproducción.
La segunda canción de la banda sonora es «Scott Pilgrim» de Plumtree, que inspiró el nombre del protagonista. Bryan Lee O'Malley, autor de la novela gráfica, insistió en incluirla en la banda sonora. Es una de las dos canciones de Plumtree que aparecen en la película, y aunque la banda es poco conocida, es una de las favoritas de O'Malley. De manera similar, Wright decidió incluir una versión de «I Heard Ramona Sing» de Frank Black, una de sus canciones favoritas, porque la escuchaba mucho durante su juventud cuando estaba enamorado de una chica, años antes de comenzar la producción, y coincidía con el nombre de la protagonista romántica. Otra selección de O'Malley es la versión de Beachwood Sparks de «By Your Side», incluida en la lista de canciones que compiló para acompañar la primera novela gráfica de Scott Pilgrim. Wright bromeó diciendo que le debía «dinero de derechos de autor» a Sade, autora de la canción original, porque usó uno de sus álbumes como arma contra zombis en Shaun of the Dead. En su lista, O'Malley describió «By Your Side» como «una versión cósmica y campestre de una canción de Sade. Es la canción de amor definitiva de Scott Pilgrim». También en la lista se encontraba «Sleazy Bed Track» de The Bluetones, que inspiró a Wright a sugerir incluir una canción de Blood Red Shoes, una banda con un sonido similar. Tanto «Sleazy Bed Track» como «It's Getting Boring by the Sea» de Blood Red Shoes aparecen en la película.
Beck y su colaborador Brian LeBarton crearon todas las canciones de Sex Bob-Omb, de las cuales seis se incluyeron en la banda sonora original. Escribieron y grabaron todas las piezas en pocos días durante 2008. En 2020, Wright comentó que «Beck escribió 32 canciones de Sex Bob-Omb en 32 horas». Las grabaron rápidamente en una cinta de 8 pistas y las dejaron con un sonido deliberadamente áspero. Las letras de «We Are Sex Bob-Omb», interpretada por Webber, se añadieron posteriormente cuando decidieron usarla para los títulos de apertura. En la película, «We Are Sex Bob-Omb» suena durante un ensayo de la banda, lo cual refleja una escena similar en la primera novela gráfica, donde O'Malley no solo incluye todas las letras para los lectores, sino también las progresiones de acordes, diagramas de digitación e incluso el compás y la sensación de la canción.
Las novelas gráficas mencionan que las canciones de Crash and the Boys duran apenas tres segundos, un detalle que Godrich consideró clave para definir el tipo de banda y su sonido. Knudsen grabó las letras de dos canciones del grupo (aunque Broken Social Scene había compuesto cuatro, dos no se usaron). O'Malley recordó que Knudsen es un gran admirador de Broken Social Scene y que estaba emocionado de trabajar con Kevin Drew, miembro de la banda, para la película.Pidieron a Broken Social Scene que creara las canciones de Crash and the Boys porque Wright y Godrich habían entablado amistad con ellos en Toronto. Aunque el estilo corto y ruidoso de las canciones es diferente al de Broken Social Scene, Wright describió al grupo como versátil y sugirió que tomaron inspiración de bandas como Napalm Death y otros sonidos que escuchaban en su juventud.
La banda sonora incluye una versión de la canción «Black Sheep» de Metric con Emily Haines como vocalista principal, como solicitó la banda. Sin embargo, en la película, la interpreta la actriz y música Brie Larson en su papel de Envy Adams, la cantante de Clash at Demonhead. Metric había tocado la canción en conciertos desde 2007, pero no la había lanzado oficialmente antes de incluirla en esta banda sonora. También se grabó una pista instrumental para el personaje Todd Ingram, bajista de Clash at Demonhead interpretado por Brandon Routh, pero no se utilizó en el filme. Routh dedicó «tres o cuatro meses» a aprender a tocar el bajo para la película.
Para la canción «Ramona» de Sex Bob-Omb, Wright pidió a Beck que compusiera una canción acústica usando solo la frase «Ramona, oh my my Ramona». Beck creó varias versiones simples, entre las cuales seleccionaron la que interpreta Michael Cera en la película, siendo una de las más complejas.
«Under My Thumb» de los Rolling Stones también se usó en la película y en la banda sonora. Los derechos de esta canción pertenecen a ABKCO Records, quienes se enteraron del proyecto cuando la producción intentó conseguir el tema. Wright explicó que ABKCO aceptó colaborar después de ver un corte de la película, especialmente porque Godrich había usado a la banda The Hotrats para grabar una versión que consideraron inquietantemente similar al original. ABKCO se unió entonces para distribuir las bandas sonoras. Según Wright, además de servir a la narrativa, esta canción es su favorita de los Rolling Stones.
La banda sonora original incluye algunas melodías creadas por O'Malley para las novelas gráficas, además de composiciones de Dan the Automator y Cornelius. Entre estas se encuentran la canción de inspiración Bollywood interpretada por Satya Bhabha en su papel de Matthew Patel y el tema electrónico que acompaña a la banda Katayanagi Twins en sus enfrentamientos contra Scott.

## Música
La banda sonora contiene una mezcla de rock clásico, rock alternativo, indie, garage y post-punk. El sonido de Sex Bob-Omb refleja el estilo de un grupo de garage rock desordenado, y Matt Burdick describe las voces de Webber como Stephen Stills, el cantante principal, como «gritos». La primera canción de la película y la banda sonora es el tema de Sex Bob-Omb, «We Are Sex Bob-Omb», que suena durante los títulos de apertura. Todd Martens de Los Angeles Times la describe como una «rockera turbia y desordenada», mientras que Rodrigo Pérez de The Playlist la califica de «cruda, sucia y enérgica». Mike Diver de la BBC afirma que la canción «ruge y se pavonea». Wright comentó sobre la canción que «se puede escuchar [...] cómo se cae el bajo. Los ritmos de la batería cambian constantemente porque simplemente siguen golpeando». Godrich explicó que la canción se entregó como un instrumental corto, y que decidieron usarla y extenderla porque tiene un estilo «riffy». Beck se sorprendió de que quisieran utilizarla.
La canción de la banda «Garbage Truck» es descrita por Pérez como un «número simple de punk-fuzz de ritmo medio» y por Martens como un «himno turbio que mezcla humor autocrítico con orgullo de inadaptados». Aunque Martens considera que tiene un papel crucial en la película, señala que sus niveles distorsionados pueden dañar los sistemas de sonido domésticos. Webber canta las voces principales, y una versión cantada por Beck se incluyó como tema extra en la edición deluxe de la banda sonora. Wright observó que Webber y Beck contrastaban fuertemente en la interpretación de las letras, ya que las de Beck se integraban al sonido, tal como él lo había planeado. Al igual que con «We Are Sex Bob-Omb», Beck mencionó que se sorprendió de que eligieran la canción. «Summertime», por su parte, tiene letras claras; Beck nuevamente expresó sorpresa, ya que sentía que la canción representaba mejor el sonido de Sex Bob-Omb debido a su soltura, pero principalmente se utilizó durante los créditos finales. Wright había explicado que en diferentes momentos de la producción, la canción iba a estar en distintas partes de la película, pero esos cortes no funcionaron.
«Threshold», utilizada cerca del final de la película, es descrita por Martens como «una de las canciones más toscas y entrecortadas de Sex Bob-Omb en la película», que acelera hacia el coro con una guitarra acústica-eléctrica cargada de efectos. Pérez resalta su distorsión y retroalimentación, calificándola como «punk rock tambaleante». La canción surge de una idea basada en lo que O'Malley imaginaba que sería Sex Bob-Omb, inspirado por una experiencia en una banda con un amigo cuya guitarra acústica muy distorsionada «realmente molestaba al técnico de sonido; eso era lo que originalmente estaban buscando». Beck trabajó desde los cómics mientras componía las canciones, imaginando a Stephen Stills como Kim Deal, quien amplifica su guitarra acústica con retroalimentación en The Breeders. Beck comentó sobre «Threshold» que, aunque sintió pena por entregar una canción tan áspera a los productores, también se sentía orgulloso de que algunas de las notas incorrectas permanecieran en la versión final, destacando que, aunque las películas de Hollywood tienden a pulir demasiado las cosas, esta canción era relativamente menos refinada. Además, una versión en 8 bits de «Threshold», creada por Brian LeBarton, también se incluye en la banda sonora.
La canción de Sex Bob-Omb «Ramona» solo aparece en la banda sonora como dos versiones originales interpretadas por Beck, descritas como expresiones de «añoranza enamorada». Una versión acústica improvisada por Beck utiliza la misma progresión de acordes que la versión de la película, aunque incluye un error a los 41 segundos. La versión orquestal, en cambio, es más larga, incluye un mellotron, cuerdas y algunas letras adicionales que Beck agregó poco antes de la masterización.
Siguiendo el estilo de Sex Bob-Omb, Wright encargó un remix de «I Heard Ramona Sing» de Frank Black para la banda sonora. Martens describe cómo «su apertura entrecortada, superpuesta con un solo de guitarra melódico, suaviza instantáneamente el comienzo áspero y se siente como un sueño despierto», marcando el inicio de la obsesión de Scott por Ramona. De manera similar, los productores señalaron que «O Katrina!» de Black Lips, incluida en la película y en la banda sonora, captura la esencia del sonido de Sex Bob-Omb.Martens comenta que «Sleazy Bed Track» presenta un «ritmo melancólico y letras depresivas que insinúan que no todo será tan dulce», mientras que la versión de «It's Getting Boring By the Sea» utilizada en la película tiene una «apertura de guitarra aguda que encaja perfectamente con las atmósferas de pelea del filme». Pérez describe «It's Getting Boring By the Sea» como una «pista enérgica con la vitalidad exacta que esperarías de esta película».